# Ernesto Tommasi
Stanislao Ernesto Tommasi (Cavarzere, 18 de janeiro de 1886 — Santos, 12 de fevereiro de 1942) foi um pintor e artista plástico ítalo-brasileiro. Foi um conhecido decorador de igrejas no estado de São Paulo na primeira metade do século XX. Era irmão dos artistas João e Mário Tommasi, e tio do pintor piracicabano Alberto Tommasi.

## Biografia
Era menino quando passou a viver no Brasil e na juventude fixou-se em São Paulo, compartilhando moradia e o gosto pela pintura com outro jovem artista, Benedito de Toledo. “Dois pintores piracicabanos, boêmios incorrigíveis... fazem parte dos círculos literários e artísticos da garoenta São Paulo”, segundo o 'Jornal de Piracicaba' (1 de agosto de 1961). O jornal transcreve o capítulo que Afonso Schmidt dedicou a ambos, no livro 'O retrato de Valentina' (1948): “um morenão troncudo, com roupas estreitas que nem à força o punham delgado... Falava em patuá ítalo-brasileiro muito agravado pela característica fala piracicabana. Eram da mesma terra... Benedito pintava quadros, Ernesto pintava igrejas. Nenhum deles estava satisfeito com o destino. Quando Benedito veio para São Paulo, trouxe com ele o conterrâneo. Era para ele uma espécie de conselheiro, de mestre, de guia espiritual. E Ernesto, certo de que o amigo tinha a flama, submetia-se aos seus caprichos. Daí o seu chapéu de grandes abas, a gravata borboleta que lhe tomava o largo peito, o bengalão de junco, os sapatos de bico quadrado”. Moravam num quarto da rua Quintino Bocaiúva, deixando-o para residir ao lado da Sé, na praça Marechal Deodoro nº 2.

## Obra
Segundo F. A. F. de Mello (1999), Ernesto foi pintor de destaque em seu tempo, "com muitos trabalhos distribuídos pelo Estado de São Paulo. Decorou várias igrejas do mesmo Estado, inclusive o Seminário Arquidiocesano de São Paulo. Foi também decorador de teatros. Obteve Medalha de Bronze no Salão de Belas Artes do Rio Grande do Sul".
Pintou os afrescos da Basílica do Senhor Bom Jesus de Iguape e Nossa Senhora das Neves entre 1924 e 1926, com o auxílio de seu irmão João.